# 伊江朝嘉
伊江 朝嘉（いえ ちょうか、1652年〈慶安5年/承応元年/順治9年〉 - 1717年〈享保2年/康熙56年〉）は、琉球王国第二尚氏王統の人。唐名は尚和礼。伊江御殿四世である伊江按司朝敷の長男。伊江御殿五世。
1669年（寛文9年/康熙8年）2月30日、北谷間切玉寄の名島を賜る。1686年（貞享3年/康熙25年）、家統を継いで伊江島総地頭職に任ぜられる。1691年（元禄4年/康熙30年）、「向姓」と実名の頭字朝を賜る（もとの姓は宗、実名の頭字は義）。1711年（宝永8年/正徳元年/康熙50年）、命を奉じて評定所に詰め、政治を司る。1712年（正徳2年/康熙51年）12月1日、王世子尚敬の命を蒙り王子の位に陛る。しかし嗣子がなく、弟である向和憲・垣花親方朝理（高安殿内元祖）の長男朝良を養嗣子とした。伊江朝〇が現在１５歳。

## 系譜
- 父：伊江按司朝敷（向姓伊江御殿四世）
- 母：真鍋樽（章氏二世宜野湾親方正信の娘）
- 室：宮平翁主、童名：思真鶴金（尚質王五女）
- 養嗣子：伊江按司朝良（向姓伊江御殿六世）